# Bernardo de Vasconcelos e Sousa
Bernardo João da Silveira de Vasconcelos e Sousa (Lisboa, São João de Deus, 21 de Fevereiro de 1957) é um historiador português, doutor em História da Idade Média e professor da Faculdade de Ciências Sociais e Humanas da Universidade Nova de Lisboa.

## Biografia
É único filho póstumo de João Brum da Silveira de Vasconcelos e Sousa (Lisboa, 3 de Fevereiro de 1920 - Lisboa, 2 de Janeiro de 1957) e de sua mulher (casados em Lisboa a 8 de Setembro de 1954) Silvina da Conceição dos Santos Gonçalves (Lisboa, Anjos, 24 de Abril de 1926 - Lisboa, 26 de Dezembro de 2010).
Licenciado em História pela Faculdade de Letras da Universidade de Lisboa e doutorado em História da Idade Média pela Faculdade de Ciências Sociais e Humanas da Universidade Nova de Lisboa, onde é professor e rege cadeiras no âmbito da História Medieval. Foi director do Instituto de Estudos Medievais daquela mesma faculdade.
Bernardo de Vasconcelos e Sousa foi subdirector do Instituto dos Arquivos Nacionais/Torre do Tombo entre 1996 e 1998, 9.° director da mesma instituição entre 1998 e 2001 e vice-presidente do Conselho Superior de Arquivos entre 2001 e 2003.
Casou em Lisboa a 28 de Janeiro de 1989 com a professora Ana Isabel de Lemos Carvalhão Buescu (Lisboa, 25 de Agosto de 1957), filha do professor Victor Buescu, romeno, e de sua mulher a professora Maria Leonor de Lemos Viana Carvalhão e irmã da professora Helena Carvalhão Buescu e do professor Jorge Buescu; do referido casamento tem um filho, João Francisco Carvalhão Buescu de Vasconcelos e Sousa (Lisboa, Benfica, 5 de Fevereiro de 1991), e uma filha, Maria Leonor Carvalhão Buescu de Vasconcelos e Sousa (Lisboa, Benfica, 30 de Dezembro de 1994).
Bernardo Vasconcelos e Sousa é o atual pretendente aos títulos de 9.º Marquês de Castelo Melhor, 11.º Conde da Calheta, 6.º Conde de Castelo Melhor, 4.º Visconde da Várzea, 3.º Visconde de Guiães e 2.º Visconde de Pinheiro.

## Algumas obras publicadas
- A propriedade das albergarias de Évora nos finais da Idade Média. Lisboa, Instituto Nacional de Investigação Científica, 1990.
- Humberto Delgado e as eleições de 1958: documentação da Torre do Tombo. Co-autor. Lisboa, C.N.C.A.E., 1998.
- Os Pimentéis: percursos de uma linhagem da nobreza medieval portuguesa: séculos XIII-XV. Lisboa, Imprensa Nacional-casa da Moeda, 2000.

Obra Distinguida com o Prémio Júlio Fogaça da Academia das Ciências de Lisboa (2002).
- Ordens religiosas em Portugal: das origens a Trento: guia histórico. Lisboa, Livros Horizonte, 2005. 2.ª ed., 2006

Coordenou o projecto de investigação que, com Isabel Castro Pina, Maria Filomena Andrade e Maria Leonor Ferraz de Oliveira Silva Santos, deu origem a esta obra.
Obra premiada com o Prémio A. de Almeida Fernandes de História Medieval Portuguesa, da Fundação Mariana Seixas (2006).
- D. Afonso IV. Lisboa, Círculo de Leitores, 2005.
- Roteiro do Arquivo Histórico do Centro de Documentação e Informação da Fundação Portuguesa das Comunicações. Com Júlia Maria Saldanha e Isabel Castro Pina. Lisboa, Fundação PT, 2005.

## Alguns artigos científicos publicados
- Pour un bilan de l’historiographie sur le Moyen Age portugais au XXe siècle. Com Stéphane Boissellier. In Cahiers de Civilisation Médiévale, 49.º ano, Julho-Setembro de 2006.
- A Construção da Memória sobre a Batalha do Salado em Portugal. In González Jiménez, Manuel e Romero-Camacho, Isabel Montes (editores): La Península Ibérica entre el Mediterrâneo y el Atlântico: Siglos XIII-XV. Cádiz, Diputación de Cádiz e Sociedad Española de Estúdios Medievales, 2006.
- As Ordens Militares nos Nobiliários Medievais Portugueses. In As Ordens Militares e as Ordens de Cavalaria na Construção do Mundo Ocidental: Actas do IV Encontro sobre Ordens Militares. Palmela e Lisboa, Câmara Municipal de Palmela e Edições Colibri, 2005.